# Scotoleon minutus
Scotoleon minutus is een insect uit de familie van de mierenleeuwen (Myrmeleontidae), die tot de orde netvleugeligen (Neuroptera) behoort. 
Scotoleon minutus is voor het eerst wetenschappelijk beschreven door Adams in 1957.